# Alento (Campania)
L'Alento è un fiume della Campania, nella provincia di Salerno, con un corso lungo 36 km, interamente compreso nel territorio regionale.

## Corso fluviale
Nasce a circa 900 m di quota dal Monte Le Corne (894 m s.l.m.), nella località Gorga del comune di Stio, all'interno del parco nazionale del Cilento e Vallo di Diano.
Scorre in una valle ancora per gran parte incontaminata ricevendo il contributo di molti piccoli torrenti che ne incrementano progressivamente la portata.
Nel territorio comunale di Prignano Cilento, il suo corso è sbarrato dalla diga dell'Alento, realizzata a cavallo degli anni ottanta e novanta del Novecento, che dà vita a un lago artificiale di circa 1,50 km² di estensione, importante fonte di approvvigionamento idrico per l'agricoltura del territorio. Il bacino idrico artificiale, inoltre, è divenuta un'importante area umida, luogo di nidificazione di uccelli e stazione di posa per specie migratorie.
Poco prima di sfociare nel mar Tirreno, l'Alento scorre nei pressi delle rovine dell'antica polis coloniale greca di Elea ricevendo da sinistra il fiume Palistro.
Il fiume ha regime torrentizio con piene impetuose in autunno e forti magre estive ma, comunque, la sua portata è perenne.

## Fauna
Vari studi scientifici, già dagli anni ottanta, vi hanno rilevato l'inaspettata e stabile presenza della rarissima lontra europea, il cui areale, in regresso nel resto d'Italia, è stabilmente confinato nei sistemi idrografici facenti parte della Appennino lucano e dei monti dell'Irpinia.
Un'altra specie vulnerabile presente in questo fiume è l'alborella appenninica (Alburnus albidus), un pesce d'acqua dolce della famiglia dei ciprinidi endemico dell'Italia meridionale.

## Affluenti
- Palistro, che sorge dal monte Gelbison, ora principale tributario ma un tempo dotato di autonomo sbocco in mare;
- Torrente Badolato, affluente di sinistra proveniente dal monte Gelbison;
- Torrente Fiumicello, affluente di destra proveniente dal monte Stella, che si immette a Casal Velino, in località Temponi.

## Storia
È citato da Cicerone, che lo definisce nobile, in una lettera scritta durante un soggiorno a Velia, indirizzata all'amico Gaio Testa Trebazio, giureconsulto originario del luogo, della cui casa egli era ospite.
(Cicerone. Velia, 20 luglio 44 a.C., Lettera a Gaio Testa Trebazio (Epistulae ad familiares, 7, 20, 1))
Strabone, nella sua Geografia, mette in rilievo un possibile legame dell'antico nome del fiume con la toponomastica adottata dai coloni greci, provenienti da Focea, che fondarono la città.
(el)